# Schuyler Fisk
Schuyler Elizabeth Fisk (Los Angeles, 8 luglio 1982) è un'attrice e cantante statunitense.

## Biografia
Nata a Los Angeles, è figlia dello scenografo e regista Jack Fisk e dell'attrice e cantante Sissy Spacek.
Ha debuttato come attrice nel 1990 nel film Caccia al testamento, per la regia del padre. La svolta arriva nel 1995, quando interpreta il film Il club delle baby sitter.
Nel 2000 appare nel film Snow Day, mentre nel 2002 interpreta Ashley in Orange County.
Nel 2004 firma come cantante per la Universal Records e va in tournée per due anni a supporto di Joshua Radin. Il loro duetto Paperweight fa parte della colonna sonora del film The Last Kiss del 2006, remake dell'italiano L'ultimo bacio.
Nel 2008 lascia amichevolmente la Universal, senza pubblicare alcun album. Il suo primo album esce in formato digitale nel gennaio 2009 ed è intitolato The Good Stuff.
Nel 2011 recita nel film L'amore che resta. Nello stesso anno pubblica il suo secondo album Blue Ribbon Winner, seguito da un EP natalizio, Sounds of the Holiday.

## Filmografia parziale

### Cinema
- Caccia al testamento (Daddy's Dyin' ...Who's Got the Will?), regia di Jack Fisk (1990)
- La lunga strada verso casa (The Long Walk Home), regia di Richard Pearce (1990)
- Un marito di troppo (Hard Promises), regia di Martin Davidson (1991)
- A.A.A. mamma cercasi (Trading Mom), regia di Tia Brelis (1994)
- Il club delle baby sitter (The Baby-Sitters Club), regia di Melanie Mayron (1995)
- Snow Day, regia di Chris Koch (2000)
- Orange County, regia di Jake Kasdan (2002)
- American Gun, regia di Aric Avelino (2005)
- I'm Reed Fish, regia di Zackary Adler (2007)
- L'amore che resta (Restless), regia di Gus Van Sant (2011)
- The Best of Me - Il meglio di me (The Best of Me), regia di Michael Hoffman (2014)
- Sam & Kate, regia di Darren Le Gallo (2022)

### Televisione
- One Tree Hill - un episodio (2005)
- Law & Order - Unità vittime speciali (Law & Order: Special Victims Unit) - un episodio (2006)
- Hart of Dixie - un episodio (2012)
- Castle Rock - 2 episodi (2018)

## Discografia

### Album in studio
- 2009 - The Good Stuff
- 2011 - Blue Ribbon Winner

### EP
- 2006 - Songs for Now
- 2008 - One World. Be Kind.
- 2011 - Sounds of the Holiday